# Шиц, Иван Иванович
 Иван Иванович Шиц (?—1828) — герой Отечественной войны 1812 года, генерал-майор русской императорской армии.

## Биография
Дата и год рождения неизвестны.
Службу начал в 1802 году, поступив в свиту Его Императорского Величества по квартирмейской части. 21 сентября 1802 был произведен в подпоручики. Участвовал во второй коалиции против Наполеона, где был в кровопролитном сражении при Прейсиш-Эйлау 27 и 28 января 1807 года, в этом сражении был ранен ядром в правую руку и пожалован за храбрость орденом Святой Анны 4-й ст. и чином поручика. После полученной раны он не смог больше принимать участие в этой кампании. Но как только началась война с Турцией Шиц был командирован в действующую армию в авангард под командованием генерала от кавалерии М. И. Платова. По переходе войск за Дунай в пределы Болгарии принимал участие в осаде и взятии крепости Вирсова, за что он и был удостоен Монаршего Благоволения. За сражение и разбитие турок и за взятие города Кистенжи, так же удостоен Монаршего Благоволения.
За сражение и взятие города Россеват 4 сентября 1810 года был пожалован орденом Святого Владимира 4-й степени с бантом (по другим данным получил 16 января 1810 года орден Св. Владимира 4-й степени). За участие в осаде крепости Силистрии и в сражении при деревне Колеапатре, за отличие произведён в капитаны. За сражение при деревне Тертирице удостоен Монаршего благоволения. За сражение при крепости Шумле в авангарде под командой генерал-майора Я. П. Кульнева Высочайше награждён орденом Святой Анны 2-й степени.
Отечественная война застала Шица в должности обер-квартирмейстера иррегулярных войск в отряде генерал-майора Иловайского 5-го. За сражение при местечке Мире был удостоен Высочайшего благоволения. За сражение при Тарутине был награждён золотой шпагой с надписью «За храбрость»; 22 октября за отличие произведён в подполковники.
За храбрость в сражении при Теплице награждён орденом Святой Анны 2-й степени с алмазами. В 1814 году прикомандирован к первому дивизиону Гвардейской Кирасирской легкой дивизии для расквартирования её от Парижа до Петербурга. За эти труды Шиц пожалован не в зачёт годовым жалованием. 1 января 1817 года за отличие по службе произведен в полковники. За рекогносцировку Воронежской, Курской, и Слободско-Украинской губернии 30 августа 1818 года ему была объявлена Высочайшая благодарность. 7 августа 1822 года состоя при 3-й кирасирской дивизии в должности обер-квартирмейстера, за участие в маневрах при Курске удостоен Монаршего Благоволения и пожалован тремя тысячами рублей. За маневры 5 и 6 сентября 1823 года при Орле получил Высочайшую благодарность и две тысячи рублей; 26 ноября 1823 года получил за выслугу лет орден Святого Георгия 4-й степени
За отличие по службе 21 мая 1826 года был произведён в генерал-майоры; 11 февраля 1827 года в награду особых трудов по военному поселению ему Всемилостливейше было пожаловано три тысячи десятин земли; 15 октября 1827 года получил Высочайше пожалованные три тысячи рублей.
Высочайшим приказом по военному ведомству 11 августа 1827 года был назначен состоять при начальнике 18-й пехотной дивизии; 30 марта 1828 года назначен Директором военных сообщении 2-й армии. В этой должности Шиц отправился на русско-турецкую войну, в которой он участвовал в нескольких сражениях и умер от полученных ран в Варне, где он и был похоронен на братском кладбище.

## Награды
- орден Святой Анны 4-й ст. (26.04.1807)
- орден Святого Владимира 4-й ст. с бантом (04.09.1810)
- орден Святой Анны 2-й ст. (08.11.1810)
- Золотое оружие «За храбрость» (25.12.1812)
- орден Св. Георгия 4-й ст. (26.11.1823)